# Jakob Gutman
Jakob Gutman (geboren 3. Juni 1826 in Karlsruhe; gestorben 22. Mai 1874 ebenda) war ein badischer Landtagsabgeordneter.

## Leben
Gutmans Vater war der Hofgerichtsadvokat und Advokat beim Oberkriegsgericht Julius Gutman. Sein Bruder Albert Gutman war Sekretär im badischen Innenministerium. 
Jakob Gutman, der jüdischen Glaubens war, studierte Rechtswissenschaften an der Universität Heidelberg und arbeitete anschließend als Rechtsanwalt in Karlsruhe. 1852 heiratete er Auguste, geb. Koch, aus der Ehe gingen sieben Kinder hervor. 1870 wurde Jakob Gutman zum Stadtrat gewählt, 1871 wurde er Abgeordneter im Badischen Landtag. 